# کشنژکی
کشنژکی (به لهستانی:  Księżyki) یک روستا در لهستان است که در گمینا ستراخووکا واقع شده‌است.